# Monique Steyn
Monique Steyn (Midrand, 1979) è una cantante sudafricana.

## Biografia
Cresciuta a Pretoria, Monique Steyn ha iniziato a cantare mentre andava al liceo. Ha partecipato con scarso successo alla prima edizione di Idols South Africa nel 2002. La sua carriera musicale ha visto una svolta nel 2010 con la pubblicazione del suo album di debutto Ek val vir jou, che ha venduto più di 20 000 copie in Sudafrica ed è stato certificato disco d'oro. Ha seguito il secondo disco Pienk Champagne l'anno successivo, mentre il terzo album, Mosaïek, è uscito nel 2017. L'anno successivo ha partecipato come mentore al talent show Die kontrakt trasmesso sulla rete televisiva VIA. Una cantante da lei sponsorizzata, Demi Lee Moore, ha vinto il programma.

## Discografia

### Album in studio
- 2010 – Ek val vir jou
- 2011 – Pienk Champagne
- 2017 – Mosaïek